# Sylvirana
Sylvirana is een geslacht van kikkers uit de familie echte kikkers (Ranidae). De groep werd voor het eerst wetenschappelijk beschreven door Alain Dubois in 1992. Veel soorten werden enige tijd tot het geslacht Hylarana gerekend, zodat de soorten in de literatuur soms onder verschillende namen bekend zijn.

## Verspreiding
Het verspreidingsgebied beslaat delen van Azië, de soorten komen voor in de landen Bangladesh, Bhutan, Cambodja, China, India, Laos, Myanmar, Nepal, Taiwan, Thailand en Vietnam.

## Taxonomie
Er zijn tegenwoordig negen vertegenwoordigers van het geslacht Sylvirana. Vroeger was het soortenaantal veel hoger tot bijna veertig, maar veel voormalige soorten worden tegenwoordig aan andere geslachten toegekend.
Geslacht Sylvirana
- Soort Sylvirana cubitalis
- Soort Sylvirana faber
- Soort Sylvirana guentheri
- Soort Sylvirana hekouensis
- Soort Sylvirana maosonensis
- Soort Sylvirana menglaensis
- Soort Sylvirana mortenseni
- Soort Sylvirana nigrovittata
- Soort Sylvirana spinulosa